# Нові Мартиновичі
Но́ві Марти́новичі — село в Україні, у Пирятинській міській громаді Лубенського району Полтавської області. Населення становить 1005 осіб. Колишній орган місцевого самоврядування — Давидівська сільська рада.

## Географія
Село Нові Мартиновичі знаходиться за 2 км від правого берега річки Удай, на відстані 1 км від села Кроти та в 1,5 км від села Гурбинці. Поруч проходять автомобільна дорога Т-2501 та залізниця, станція Грабарівка за 2 км.

## Історія
В 1990 році, через 4 роки після аварії на ЧАЕС із села Мартиновичі Поліського району Київської області в Нові Мартиновичі почали переїжджати перші переселенці.
12 червня 2020 року, відповідно до розпорядження Кабінету Міністрів України № 721-р «Про визначення адміністративних центрів та затвердження територій територіальних громад Полтавської області», село увійшло до складу Пирятинської міської громади.
19 липня 2020 року, в результаті адміністративно - територіальної реформи та ліквідації Питятинського району, село увійшло до складу новоутвореного Лубенського району.

## Населення
За переписом населення України 2001 року в селі мешкало 1000 осіб.

### Мова
Розподіл населення за рідною мовою за даними перепису 2001 року:
| Мова       | Відсоток |
| ---------- | -------- |
| українська | 97,91 %  |
| російська  | 2,09 %   |